# Mietje Baron
Mietje Baron, detta Marie (Rotterdam, 5 febbraio 1908 – Rotterdam, 23 luglio 1948), è stata una nuotatrice olandese.
Specializzata nella rana ha vinto la medaglia d'argento nei 200 m alle olimpiadi di Amsterdam 1928.

## Palmarès
- Olimpiadi

Amsterdam 1928: argento nei 200 m rana.